# Elan
『elan』（エラン）は、浜田麻里の21枚目のアルバム。徳間ジャパンコミュニケーションズ／meldacから2005年10月26日に発売された。

## 制作
前作『Sense Of Self』以来約2年ぶりの作品で、トライエムの親会社である第一興商の音楽ソフト事業の再編に伴い、今作から徳間ジャパンコミュニケーションズ／meldacから発売され、バンド・サウンドを重視した作品となっている。
今作から、歌詞やコードなど、メジャーなものに舵を取った作品となり、浜田は「情感系の自分の色がより出てきました」としたうえで、『marigold』（2003年）からどんどんプラスアルファで成長したアルバムにしたいという思いが浜田のなかにあり、そこから段階を踏んでいき、サウンドに関してもUKロックなサウンドに寄せたものから、本来の自分の好みの世界がまた台頭してきたと語っている。

## 批評
| 専門評論家によるレビュー | 専門評論家によるレビュー |
| レビュー・スコア         | レビュー・スコア         |
| 出典                     | 評価                     |
| ------------------------ | ------------------------ |
| CDジャーナル             | 肯定的                   |

『CDジャーナル』は、バンド・サウンドを重視したアレンジに関して「ロック・テイストも久しぶりに強まった」としたうえで、歌唱力に対しては「どこまでも突き抜けていくクリアーな高音から優しい歌声まで、浜田麻里の実力も十二分に発揮された」と肯定的な評価をしている。

## 収録曲
| 全作詞: 浜田麻里。 |                                   |           |           |                                           |      |
| #                  | タイトル                          | 作詞      | 作曲      | 編曲                                      | 時間 |
| 1.                 | 「Fly High」                      | 浜田麻里  | 大槻啓之  | - 大槻啓之 - ヴォーカルアレンジ: 浜田麻里 | 4:06 |
| 2.                 | 「Starting Over」                 | 浜田麻里  | 大槻啓之  | - 大槻啓之 - ヴォーカルアレンジ: 浜田麻里 | 5:41 |
| 3.                 | 「Ilinx」                         | 浜田麻里  | 浜田麻里  | - 大槻啓之 - ヴォーカルアレンジ: 浜田麻里 | 4:38 |
| 4.                 | 「Mayoi-boshi」                   | 浜田麻里  | 浜田麻里  | - 増田隆宣 - ヴォーカルアレンジ: 浜田麻里 | 5:32 |
| 5.                 | 「Moonlight Shadow」              | 浜田麻里  | 浜田麻里  | - 大槻啓之 - ヴォーカルアレンジ: 浜田麻里 | 4:53 |
| 6.                 | 「Soul of Souls -Unconscious X-」 | 浜田麻里  | 大槻啓之  | - 大槻啓之 - ヴォーカルアレンジ: 浜田麻里 | 4:52 |
| 7.                 | 「Dearest」                       | 浜田麻里  | 浜田麻里  | - 大槻啓之 - ヴォーカルアレンジ: 浜田麻里 | 5:44 |
| 8.                 | 「Existance」                     | 浜田麻里  | 大槻啓之  | - 大槻啓之 - ヴォーカルアレンジ: 浜田麻里 | 5:24 |
| 9.                 | 「Private Solider」               | 浜田麻里  | 大槻啓之  | - 大槻啓之 - ヴォーカルアレンジ: 浜田麻里 | 4:48 |
| 10.                | 「Ever After」                    | 浜田麻里  | 浜田麻里  | - 藤井陽一 - ヴォーカルアレンジ: 浜田麻里 | 4:59 |
| 11.                | 「Gifted」                        | 浜田麻里  | 浜田麻里  | - 松崎雄一 - ヴォーカルアレンジ: 浜田麻里 | 5:23 |
| 合計時間:          | 合計時間:                         | 合計時間: | 合計時間: | 56:00                                     |      |

## 参加ミュージシャン
- Music directions & vocal arrangements : 浜田麻里
- All Vocals : 浜田麻里

| Fly High - Arrangement : 大槻啓之 - All Instruments production : 大槻啓之 Starting Over - Arrangement : 大槻啓之 - All Instruments production : 大槻啓之 Ilinx - Arrangement : 大槻啓之 - All Instruments production : 大槻啓之 Mayoi-boshi - Arrangement : 増田隆宣 - Keyboards : 増田隆宣 - Guitars : 増崎孝司 - Bass : 大槻啓之 - Drums : 本間大嗣 Moonlight Shadow - Arrangement : 大槻啓之 - E.Guitars : 増崎孝司 - A.Guitars : 大槻啓之 - Other Instruments production : 大槻啓之 Soul of Souls -Unconscious X- - Arrangement : 大槻啓之 - All Instruments production : 大槻啓之 | Dearest - Arrangement : 大槻啓之 - Keyboards : 河野陽吾 - Other Instruments production : 大槻啓之 Existance - Arrangement : 大槻啓之 - All Instruments production : 大槻啓之 Ever After - Arrangement : 藤井陽一 - E.Guitars : 増崎孝司 - A.Guitars : 藤井陽一 - Bass : 山崎洋 - Drums : 本間大嗣 - Keyboards : 松原博 - Additional Instruments : 藤井陽一 Gifted - Arrangement : 松崎雄一 - Guitars : 増崎孝司 - Other Instruments production : 松崎雄一 |

## リリース日一覧
| 地域 | リリース日     | レーベル                                 | 規格   | 規格品番   | 概要                                                | 順位 |
| ---- | -------------- | ---------------------------------------- | ------ | ---------- | --------------------------------------------------- | ---- |
| 日本 | 2005年10月26日 | 徳間ジャパンコミュニケーションズ／meldac | CD     | TKCA-72921 |                                                     | 78位 |
| 日本 | 2014年1月15日  | 徳間ジャパンコミュニケーションズ／meldac | SHM-CD | TKCA-10072 | デジタル・リマスタリング / 30周年記念高音質SHM-CD化 | -    |